# Vampirologie
La vampirologie désigne l'étude des vampires et les personnes se désignent comme vampirologues. Elle s'effectue sur le plan historique à travers des personnages associés à ce mythe comme Vlad Tepes et Élisabeth Báthory ou sur le plan fictif avec Dracula, Carmilla et Nosferatu et aux vampirologues présents dans les livres comme Abraham Van Helsing. Elle s'étend aux personnes à l'origine de ces histoires comme Bram Stoker ainsi qu'à l'analyse de faits de société qui y sont reliés, comme l'affaire du Chupacabra.

## Origine du terme
L'origine exacte de ce mot reste peu connue, et est peut-être inventé dans le De masticatione mortuorum in tumulis, l'un des premiers ouvrages de vampirologie, daté des années 1700. Elle rassemble le vampirisme et la démonologie. 

## Vampirologues célèbres
- Jean Marigny, spécialiste du mythe du vampire
- Édouard Brasey, auteur d'ouvrages sur le fantastique qui a « réadapté » un traité de vampirologie prétendument écrit par Abraham Van Helsing (un personnage de fiction de Dracula).